# Río Nicodahue
Río Nicodahue är ett vattendrag i Chile. Det ligger i den södra delen av landet, 500 km söder om huvudstaden Santiago de Chile.
I omgivningarna runt Río Nicodahue växer i huvudsak städsegrön lövskog. Runt Río Nicodahue är det ganska glesbefolkat, med 29 invånare per kvadratkilometer.